# إيلينيا باستوريلي
إيلينيا باستوريلي هي ممثلة إيطالية ولدت في 24 ديسمبر 1985، شاركت في بطولة فيلم يطلقون علي جيج.

## روابط خارجية
إيلينيا باستوريلي على موقع IMDb (الإنجليزية)
- إيلينيا باستوريلي على موقع ميتاكريتيك (الإنجليزية)
- إيلينيا باستوريلي على موقع روتن توميتوز (الإنجليزية)
- إيلينيا باستوريلي على موقع ميوزك برينز (الإنجليزية)
- إيلينيا باستوريلي على موقع قاعدة بيانات الفيلم (الإنجليزية)
- إيلينيا باستوريلي على موقع كينوبويسك (الروسية)